# 至德 (日本)
至德是日本南北朝時代北朝的年號之一。永德之後，嘉慶之前。指1384年到1387年的期間。這個時代的天皇，北朝方是後小松天皇。南朝方是後龜山天皇。室町幕府的將軍是足利義滿。

## 改元
- 永德4年2月27日（陽曆1384年3月19日） 因遇到甲子革令而改元
- 至德4年8月23日（陽曆1387年10月5日） 改元為嘉慶

## 出典
出自『孝經』的「先王有至德要道、以訓天下、民用和睦、上下亡怨」。

## 西元對照表
| 至德 | 元年     | 2年     | 3年     | 4年     |
| ---- | -------- | ------- | ------- | ------- |
| 西曆 | 1384年   | 1385年  | 1386年  | 1387年  |
| 南朝 | 元中元年 | 元中2年 | 元中3年 | 元中4年 |
| 干支 | 甲子     | 乙丑    | 丙寅    | 丁卯    |

## 相關項目
| 前一年號： 永德 | 日本年號 | 下一年號： 嘉慶 |